# Oscar Paret
Oscar Paret (* 14. Juni 1889 in Dachtel, Landkreis Böblingen; † 27. Juni 1972 in Ludwigsburg) war ein deutscher Archäologe. Von 1949 bis 1954 war er Landeskonservator Baden-Württembergs.

## Leben
Oscar Paret wuchs als zweites Kind des Pfarrers Otto Paret und dessen Frau Edine geb. Wolff zunächst im Dachteler, ab 1892 im Heutingsheimer Pfarrhaus zusammen mit drei Schwestern und zwei Brüdern auf. Heutingsheim ist heute ein Ortsteil der Stadt Freiberg am Neckar (Landkreis Ludwigsburg in Baden-Württemberg). Bereits in seiner frühen Kindheit wurde Parets Interesse an der Archäologie und Heimatgeschichte geweckt. So verfasste er bereits im Alter von 13 Jahren eine Abhandlung über seine Heimat Heutingsheim und eine weitere über Geisingen. Einen Altertumsverein und eine Sammlung gründete er mit 14 Jahren.
Im Jahr 1907, zur Zeit seines Besuchs der Friedrich-Eugen-Oberrealschule in Stuttgart, wurde er mit Peter Goessler, dem damaligen Leiter der Stuttgarter Altertümersammlung, bekannt, als dieser die Grundmauern der Villa Rustica von Heutingsheim erforschte. 
Erste Ausgrabungen führte er 1908 durch. Sein Studium der Architektur an der Technischen Hochschule Stuttgart begann er im Herbst desselben Jahres. Im Herbst 1912 begann er sein Studium der Archäologie und der Alten Geschichte in Tübingen und in Berlin, das er 1914 wegen des Ausbruchs des Ersten Weltkrieges unterbrechen musste. Zwischenzeitlich wurde er für kurze Zeit vom Kultusministerium zum ehrenamtlichen Stellvertreter des in Griechenland weilenden Konservators Goessler ernannt. Zudem erhielt er 1911 durch Karl von Ostertag-Siegle die Aufgabe, die „Eglosheimer Burg“ bei Ludwigsburg-Hoheneck wissenschaftlich zu erforschen.
Im Juli 1919 promovierte Oscar Paret in Tübingen mit einer Arbeit über Wandmalereien in Pompeji zum Dr. phil. Im August desselben Jahres wurde er Assistent und Konservator am Landesmuseum, zunächst unter Eugen Gradmann, dann unter Peter Goessler. 1930 wurde die Direktion der Altertümersammlung Walther Veeck übertragen. Im Zweiten Weltkrieg wurde Paret abermals eingezogen. Nach Veecks Tod im Februar 1941 versah ab März 1941 Paret dessen Funktion und leitete die Verlagerung und Betreuung der Bestände der Altertümersammlung und des Ludwigsburger Heimatmuseums in der Zeit der Bombenangriffe. Von 1941 bis 1961 leitete er als Vorsitzender den Historischen Verein für Ludwigsburg und Umgebung.
Im Dezember 1945 regte Paret mit einem 15 Punkte umfassenden Fragebogen beim Kreiskulturrat Ludwigsburg eine Aufzeichnung der Ereignisse des Zweiten Weltkriegs an. Die Fragen waren später die Grundlage für die Berichte von Gemeinden über die Kriegsereignisse 1945 und das Ausmaß der Zerstörungen im Zweiten Weltkrieg.
Bei der Neugründung des Württembergischen Landesmuseums 1947 wurde er mit der Leitung der ur- und frühgeschichtlichen Sammlungen sowie der archäologischen Denkmalpflege betraut. Die Technische Hochschule Stuttgart ernannte ihn 1948 zum Honorarprofessor.
Bis zu seiner Pensionierung im Jahr 1954 ebnete Paret die Wege für eine umfassende Dokumentierung und Präsentation der Sammlungen und zahlreicher neuer Funde in Archiv und Museum. Auch eine Reihe von Heimatmuseen im Land verdanken ihre Gründung seiner Initiative.

## Ehrungen
- 1949 Ehrenmitglied des Schwäbischen Heimatbunds[5]
- Bundesverdienstkreuz I. Klasse (26. Mai 1954)
- Ludwigsburger Bürgermedaille (1959)[3]
- Oscar-Paret-Schule in Freiberg am Neckar
- Oscar-Paret-Straße in Ludwigsburg-Hoheneck

## Nachruf
„In den Jahren gemeinsamen Dienstes und in der persönlichen Begegnung durfte ich erfahren, von welcher Leidenschaft zur Geschichte dieser so ganz und gar undoktrinäre und unerschrockene Mann sein Leben lang beseelt war. Sein Geist war ständig auf der Suche, die wahren Zusammenhänge zu finden, sein Fleiß schier unendlich, das Geschaute allen zugänglich zu machen. Gespeist aber wurde beides von der Liebe zur Heimat, der Freude an ihrer Schönheit und der Tiefe ihrer Geschichte.“

## Schriften (Auswahl)
- Urgeschichte Württembergs mit besonderer Berücksichtigung des mittleren Neckarlandes. Strecker & Schröder, Stuttgart 1921.
- Neues zur römischen Wasserleitung von Rottenburg. In: Württembergische Studien. Festschrift zum 70. Geburtstag von Professor Eugen Nägele. Silberburg-Verlag, Stuttgart 1926, S. 206–211.
- Der Graphit im vorgeschichtlichen Europa. In: Sudeta. Zeitschrift für Vor- und Frühgeschichte. 5 (1929) 1, S. 30–53.
- Der Graphit im Altertum. In: Aus der Heimat. Naturwissenschaftliche Monatsschrift. Band 43, 1930. Nr. 9, S. 277–279.
- Die Siedlungen des Römischen Württembergs. In: Friedrich Hertlein, Oscar Paret, Peter Goessler (Hrsg.): Die Römer in Baden-Württemberg. Band 3. Kohlhammer, Stuttgart 1932.
- Bergbau auf Metalle im Altertum. In: Aus der Heimat. Naturwissenschaftliche Monatsschrift. Band 45, 1932, Nr. 11, S. 305–316.
- Ludwigsburg und das Land um den Asperg: Ein Heimatbuch für den Bezirk Ludwigsburg. Ludwigsburg 1934.
- Das Fürstengrab von Bad Cannstatt. 1935.
- Das Kastell Rottenburg. In: Der obergermanisch-raetische Limes des Roemerreiches. Abteilung B, Band 5, Kastell Nr. 61 (1936).
- Der Klassenausflug in die Steinzeit: Eine Erzählung. In: Gunderts blaue Jugendbücher. Gundert, Stuttgart 1936.
- Die frühschwäbischen Gräberfelder von Groß-Stuttgart und ihre Zeit. Krais, Stuttgart 1937.
- Golder der Meisterschmied: Ein Erfinderleben vor 2500 Jahren. Eichhorn, Ludwigsburg 1939.
- Die Pfahlbauten. Ein Nachruf, in: Schriften des Vereins für Geschichte des Bodensees und seiner Umgebung, 68. Jg. 1941/42, S. 75–108 (Digitalisat)
- Das neue Bild der Vorgeschichte. Schröder, Stuttgart 1946.
- Die Bibel, ihre Überlieferung in Druck und Schrift. Württembergische Bibelanstalt, Stuttgart 1949.
- Groß-Stuttgart in vorgeschichtlicher Zeit. Schröder, Stuttgart 1949.
- Württemberg in vor- und frühgeschichtlicher Zeit (= Veröffentlichungen der Kommission für geschichtliche Landeskunde in Baden-Württemberg Reihe B, Bd. 17). Kohlhammer, Stuttgart 1961.